# Neritos citrinos
Neritos citrinos är en fjärilsart som beskrevs av Felix Bryk 1953. Neritos citrinos ingår i släktet Neritos och familjen björnspinnare. Inga underarter finns listade i Catalogue of Life.